# アス (映画)
『アス』（原題: Us, "私たち"の意）は2019年に公開されたのホラー映画である。監督はジョーダン・ピール、主演はルピタ・ニョンゴ、ウィンストン・デューク、エリザベス・モス、ティム・ハイデッカーが務めている。自分たちと瓜二つの姿をした集団に遭遇した一家に起こる惨劇を描いている。

## あらすじ
1986年の夏、アデレード・ウィルソンは、両親とともにサンタクルーズにある行楽地を訪れる。ビーチに建てられたミラーハウスに迷い込んだアデレードは、そこで自分にそっくりな少女と出会う。ミラーハウスから戻ったアデレードは、トラウマにより失語症となる。
現在、アデレードは大人として成長し、失語症を克服して夫と2人の子を持つ母になっている。ウィルソン一家は、サンタクルーズにあるビーチハウスを訪れる。反対するアデレードを説得し、一家はビーチへ出かける。彼らはそこで友人のタイラー一家と落ち合う。長男ジェイソンはビーチで、腕から血を流しながら立っている男を見る。
夜、ビーチハウスに戻ったアデレードは、夫ゲイブに昔この場所で起こった出来事でトラウマを負ったことを打ち明ける。ゲイブは彼女をなだめる。停電が起こり、ジェイソンは玄関先に4人の不審者が立っていることに気づく。ゲイブはバットを持って不審者を追い払おうとするが、4人はそのまま屋内に押し入って来る。リビングルームで侵入者たちと対面したウィルソン一家は、彼らが自分たちとそっくりな人間、ドッペルゲンガーだと気づく。アデレードのドッペルゲンガー「レッド」はしゃがれ声で「私たちもアメリカ人だ」と主張し、アデレードを手錠でテーブルに拘束する。レッドは長女ゾーラに逃げるように命令し、ゾーラのドッペルゲンガー「アンブラ」に後を追わせる。ゲイブのドッペルゲンガー「アブラハム」はゲイブを殴って気絶させ、屋外へ引きずり出す。ジェイソンは彼のドッペルゲンガー「プルートー」に手品を見せて彼の注意を引き、クローゼットに閉じ込めて家から逃げ出す。レッドはアデレードをガラスのテーブルに打ち付けて殺害しようとするが、ジェイソンが逃げ出したことに気を取られる。ゲイブはボート上でアブラハムと戦い、彼をボートのスクリューに巻き込み殺害する。テーブルを壊して拘束から逃れたアデレードは、ジェイソン、ゾーラ、ゲイブと再会しボートで海上に逃げ延びる。タイラー家のビーチハウスにも、巨大なハサミを持ったドッペルゲンガーたちが現れ、家族全員を殺害する。そこへウィルソン一家が到着し、タイラー一家のドッペルゲンガーたちを殺害する。アメリカ全土でドッペルゲンガーたちが出現し、殺戮が行われていることがテレビで報じられている。ウィルソン一家は、タイラー家の車を使って町から逃げることにする。そこにアンブラが現れ、家族を追跡する。車の屋根に取り付いたアンブラを振り落とし彼女を殺す。
次の朝、ビーチにたどり着いたウィルソン一家を、プルートーが待ち構えている。ジェイソンの機転によりプルートーは死に、窮地を脱したかと思われた。しかし、そのときレッドが現れジェイソンを略取する。アデレードはすぐさまレッドを追跡する。ゲイブ、ゾーラはビーチで大勢のドッペルゲンガーたちが手と手を取り合いながら長い列を作っている様子を見る。
アデレードは、ミラーハウスの地下深くから通じる謎のトンネルのような居住区にたどり着く。居住区には大量のウサギが放し飼いにされている。アデレードは、居住区の一室でレッドと対峙する。ドッペルゲンガーたちの正体は、アメリカ政府の実験によって製造されたクローン人間“テザード”で、地上に住む人間（オリジナル）と魂が繋がっているという。クローン人間たちは、地上でオリジナルの取った行動に不本意ながらも同調してしまう。彼らはこれまで地下での生活を強いられていたが、レッドは何年もかけて一斉決起を計画していたのだった。アデレードは、戦いの末レッドを殺し、ジェイソンを取り戻す。ウィルソン一家は無事に再会し車で町から逃げる。
1986年のフラッシュバックで、アデレードが最初にレッドと対面したときの様子が描かれる。レッドはアデレードの首を絞めて気絶させ、アデレードの着ていたシャツを奪い地上世界に出ていく。本作中のアデレードは、実はクローン人間だったことが明らかになる。アメリカ全土に渡りクローン人間たちが手をつないで列をなしている様子が描かれ、物語が幕を閉じる。

## 本作の主題
本作に関しては様々な角度から分析がなされているが、ピール監督は本作について「『アス』における主題の一つは、我々が特権に与れない人々の存在をすっかり無視できるということなのです。私たちが享受するに値すると思っているものは、他者の自由や幸福の犠牲の上に成立しているのです。アメリカ合衆国のような、特権を享受する党派的な存在がなし得る最大の害悪は、自分たちが特権に値する人間だと思い込んだり、特権に与れるのは良い場所に生まれたという幸運によるものではないと考えたりすることなのです。私たちが特権を保持しているとき、他の誰かはそのために苦しんでいるのです。つまり、苦しむ人間の存在と富を享受する人間の存在は表裏一体なのです。この点において、クローン人間たちの決起は最も心に響くものになっていると思います。観客の皆さんには、この事実を決して忘れて欲しくないのです。我々は恵まれない人たちのために闘う必要があります。」という趣旨のことを述べている。

## キャスト
※括弧内は日本語吹替
- アデレード・ウィルソン / レッド - ルピタ・ニョンゴ（森夏姫）
  - 子供時代のアデレード / 子供時代のレッド - マディソン・カリー
  - 十代のアデレード / 十代のレッド - アシュリー・マッコイ
- ガブリエル・“ゲイブ”・ウィルソン / アブラハム - ウィンストン・デューク（乃村健次）
- ゾーラ・ウィルソン / アンブラ - シャハディ・ライト・ジョセフ（英語版）（イブ優里安）
- ジェイソン・ウィルソン / プルートー - エヴァン・アレックス（れいみ）
- キティ・タイラー / ダリア - エリザベス・モス（小橋知子）
- ジョシュ・タイラー / テックス - ティム・ハイデッカー（英語版）（中井和哉）
- ラッセル・トーマス / ウェイランド - ヤーヤ・アブドゥル＝マティーン2世
- レイン・トーマス / アーサ - アナ・ジョップ（英語版）
- ベッカ・タイラー / イオ - カリ・シェルドン
- リンジー・タイラー / ニックス - ノエル・シェルドン
- ダニー / トニー - デューク・ニコルソン
- ナンシー / シド - カーラ・ヘイワード
- グレン / ジャック - ネイサン・ハリントン

## 製作
2018年2月、ジョーダン・ピールはインタビューの中で新作映画の脚本を執筆中であることを明かした。5月、本作のタイトルが『Us』に決まり、ルピタ・ニョンゴ、エリザベス・モス、ウィンストン・デュークが起用されたと報じられた。7月11日、ティム・ハイデッカーが本作に出演するとの報道があった。19日、アナ・ジョップ、ヤーヤ・アブドゥル＝マティーン二世の出演が決まったと報じられた。9月14日、デューク・ニコルソンが本作で俳優デビューを果たすとの報道があった。
本作の主要撮影は2018年7月30日にカリフォルニア州で始まり、同年10月8日に終了した。

## 公開・マーケティング
2018年12月25日、本作のオフィシャル・トレイラーが公開された。2019年2月3日、第53回スーパーボウルの放送中に本作の特別コマーシャルが放映された。3月8日、本作はサウス・バイ・サウスウェストでプレミア上映される予定である。
本作の予告編にピール監督の前作『ゲット・アウト』を思わせるシーンが多数含まれていたことから、「本作と『ゲット・アウト』がシェアード・ワールドを形成しているのではないか」という仮説が出ていたが、その予想は外れた。

## 興行収入
本作は公開初週末に5100万ドル前後を稼ぎ出すと予想されていたが、実際の数字はそれを大幅に上回るものとなった。2019年3月22日、本作は全米3741館で公開され、公開初週末に7111万ドルを稼ぎ出し、週末興行収入ランキング初登場1位となった。この数字はピール監督の前作『ゲット・アウト』の数字（3337万ドル）の2倍以上のものであった。

## 評価
本作は批評家から絶賛されている。映画批評集積サイトのRotten Tomatoesには459件のレビューがあり、批評家支持率は94%、平均点は10点満点で7.94点となっている。サイト側による批評家の見解の要約は「ジョーダン・ピール監督の第二作は野心的かつ斬新なホラー映画に仕上がっている。『アス』は「デビュー作で脚光を浴びても、2作目はパッとしない」というジンクスを打破したのである。」となっている。また、Metacriticには56件のレビューがあり、加重平均値は81/100となっている。なお、本作のCinemaScoreはBとなっている。